# Strada statale 658 Potenza-Melfi
La strada statale 658 dell'Aglianico, conosciuta anche come Potenza-Melfi (SS 658) è una strada statale italiana, il cui percorso si snoda interamente in Basilicata. Essa collega la strada statale 407 Basentana alla strada statale 655 Bradanica a Melfi.

## Descrizione
Il tracciato, interamente nella provincia di Potenza, è composto in gran parte di una carreggiata con una corsia per senso di marcia, salvo alcuni tratti di maggior pendenza, per cui è stata prevista una terza corsia per i mezzi pesanti. Si snoda in un territorio per lo più montuoso e ha origine dalla strada statale 407 Basentana all'altezza della stazione ferroviaria di Vaglio di Basilicata. Incrocia subito la diramazione per Potenza, denominata Tangenziale Nord, e prosegue verso nord servendo una zona della provincia ad alta densità demografica lungo tutto il percorso fino a Melfi, dove prosegue ancora per 11 chilometri prima di incrociare la strada statale 655 Bradanica per raggiungere Foggia da un lato e Matera dall'altro.
Il percorso, da Potenza fino all'altezza di Rapolla, è quasi interamente affiancato al vecchio tracciato della SS 93, e unisce il capoluogo con una delle aree più attrattive della regione, la zona del Vulture-Melfese, i laghi di Monticchio e le città di Melfi e Venosa, rendendola un'arteria molto trafficata non soltanto dai turisti ma anche dai pendolari che si muovono da e verso l'area industriale di San Nicola, presso cui ha sede tra le altre l'impianto di produzione Stellantis. Viene usata anche come collegamento del capoluogo lucano con la città di Foggia e le autostrade A16 ed A14.
L'attuale itinerario è il seguente composto in 2 blocchi:
- "Innesto con la S.S. n. 407 presso la stazione di Vaglio Basilicata - Svincolo di S. Nicola - Svincolo di Rionero in Vulture - Melfi - Innesto con la S.S. n. 655";
- "Innesto con la S.S. n. 658 - Innesto con la S.S. n. 655"[3][4].

## Tabella percorso
| STRADA STATALE 658 Potenza-Melfi | |      |           |
| Tipo                             | Indicazione | ↓km↓ | Provincia |
|                                  | Potenza Sud Basentana - Sicignano-Potenza                                                                                       | 0,0  | PZ        |
|                                  | Potenza Nord Centro - Università della Basilicata - Ospedale San Carlo Appulo Lucana                                            | 6,7  | PZ        |
|                                  | Appulo Lucana - Piani del Mattino                                                                                               | 7,0  | PZ        |
|                                  | Tiera Scalo | 7,6  | PZ        |
|                                  | Avigliano Scalo - PalaBasento                                                                                                   | 8,2  | PZ        |
|                                  | Appulo Lucana - San Francesco                                                                                                   | 10,0 | PZ        |
|                                  | San Francesco | 10,9 | PZ        |
|                                  | Chiangali | 11,7 | PZ        |
|                                  | San Nicola - Pietragalla Appulo Lucana                                                                                          | 12,0 | PZ        |
|                                  | San Nicola - Pietragalla - Avigliano - Acerenza - Cancellara di Genzano                                                         | 12,5 | PZ        |
|                                  | Scalo Pietragalla - Sant'Angelo - Cesaracchio - Cappelluccia Appulo Lucana                                                      | 14,5 | PZ        |
|                                  | San Giorgio - Sant'Angelo - Possidente - Forenza - Acerenza Appulo Lucana                                                       | 17,4 | PZ        |
|                                  | Lagopesole - Piano del Conte - Avigliano Appulo Lucana                                                                          | 21,9 | PZ        |
|                                  | Filiano - Scalo Filiano Appulo Lucana                                                                                           | 25,2 | PZ        |
|                                  | Dragonetti | 28,1 | PZ        |
|                                  | Scalera - San Fele Appulo Lucana - Cascate di San Fele                                                                          | 30,2 | PZ        |
|                                  | Atella Appulo Lucana | 33,4 | PZ        |
|                                  | Rionero in Vulture - Ripacandida - Ginestra - Venosa IRCCS - CROB - Laghi di Monticchio Appulo Lucana - dei Laghi di Monticchio | 36,8 | PZ        |
|                                  | Barile - Ginestra - Venosa IRCCS - CROB                                                                                         | 40,3 | PZ        |
|                                  | Rapolla - Terme di Rapolla - Venosa Appulo Lucana - del Formicoso                                                               | 42,7 | PZ        |
|                                  | Rapolla | 44,4 | PZ        |
|                                  | Melfi - Laghi di Monticchio del Formicoso - dell'Alto Ofanto e del Vulture- Calitri - Avellino                                  | 47,3 | PZ        |
|                                  | Zona Industriale di San Nicola - SATA - Lavello                                                                                 | 48,2 | PZ        |
|                                  | Leonessa | 54,1 | PZ        |
|                                  | Bradanica - Foggia / Matera Candela                                                                                             | 58,9 | PZ        |